# Рамон Діас
Рамо́н Ді́ас (ісп. Ramón Díaz, нар. 29 серпня 1959, Ла-Ріоха) — колишній аргентинський футболіст, нападник. Згодом — футбольний тренер, з 2021 року працює з еміратським «Аль-Насром» (Дубай).
По завершенні ігрової кар'єри — футбольний тренер. Наразі очолює тренерський штаб збірної Парагваю. Рекордсмен клубу «Рівер Плейт» за кількістю виграних чемпіонатів Аргентини як тренер — 7 титулів.

## Клубна кар'єра
Народився 29 серпня 1959 року в місті Ла-Ріоха, але вже на початку 1960-х, з родиною переїхав у Гранд Боург, муніципалітет Мальвінас-Аргентинас. Він там жив зі своєю тіткою. Завжди Рамон слухав футбольні радіорепортажі.

Рамон Діас під час виступів за «Інтернаціонале». Сезон 1988/89.

У 1969 році він був зарахований у футбольну академію «Рівер Плейта». Під час виступу за одну з молодіжних команд «Рівера», головний тренер «молодіжки» Норберто Яконо порекомендував його наставнику основного складу клубу Анхелю Лабруні, який запросив Діаса до себе. 13 серпня 1978 року Рамон дебютував в основі клубу у грі з «Колоном», в якій його команда перемогла 1:0. 29 серпня, в матчі з «Кільмесом», Діас забив свій перший м'яч за клуб, а гра завершилася внічию 1:1. У складі «Рівер Плейта» Діас спочатку виступав на позиції лівого форварда. Перші два сезони він не був гравцем основи, але в третьому, після того як був переведений у центр нападу, став твердим гравцем стартового складу «Рівера». Всього у клубі Діас провів 3 роки, зігравши в 123 матчах і забивши 57 голів, та виграв за цей час по два Чемпіонати Метрополітано та Чемпіонати Насьйональ.
У 1982 році Діас перейшов у італійський «Наполі», який заплатив за трансфер форварда 1,43 млн доларів. За неаполітанців Діас провів один сезон 1982/83, після чого перейшов до складу «Авелліно». В «Авелліно» Діас грав три сезони, і у всіх них клуб займав 12 місце у серії А.
У 1986 році Діас перейшов в «Фіорентину», де провів наступні два сезони, а клуб обидва рази перебував у середині турнірної таблиці.
Влітку 1988 року Діас став гравцем «Інтернаціонале». 24 серпня він дебютував у складі команди у матчі Кубку Італії проти «Монополі», в якому «Інтер» переміг 1:0. У складі «нерадзуррі» Рамон швидко став гравцем основного складу, діючи на позиції другого форварда, поряд з Альдо Сереною, який став найкращим бомбардиром. Після Серени Діас став найкращим бомбардиром «Інтера», забивши 12 голів у чемпіонаті. За підсумками сезону, «Інтер» став чемпіоном Італії. 25 червня 1989 року Діас провів останній матч за клуб, в якому його команда перемогла «Фіорентину» 2:0.
Влітку 1989 року Діас перейшов у «Монако», де провів два сезони, вигравши Кубок Франції. Потім він грав на батьківщині за «Рівер Плейт». У першому матчі після повернення з клубом «Сентраль Кордова», при рахунку 0:1 на користь суперників Діас не реалізувавши пенальті, але потім забив два голи і приніс перемогу своїй команді. Всього в перших дев'яти іграх Діас вражав ворота 8 разів і став одним із лідерів атак рідного клубу. У Апертурі 2001 року Діас став найкращим бомбардиром з 14 голами і допоміг команді виграти чемпіонат. 13 березня 1993 року Діас провів останній матч за «Рівер» з клубом «Сан-Мартін», що завершився з рахунком 1:1.
Завершив ігрову кар'єру у японському клубі «Йокогама Ф. Марінос», за який 62 матчі в національному чемпіонаті і у сезоні 2005 став чемпіоном країни.

## Виступи за збірні
Діас розпочав міжнародну кар'єру у складі молодіжної збірної до 17 років.

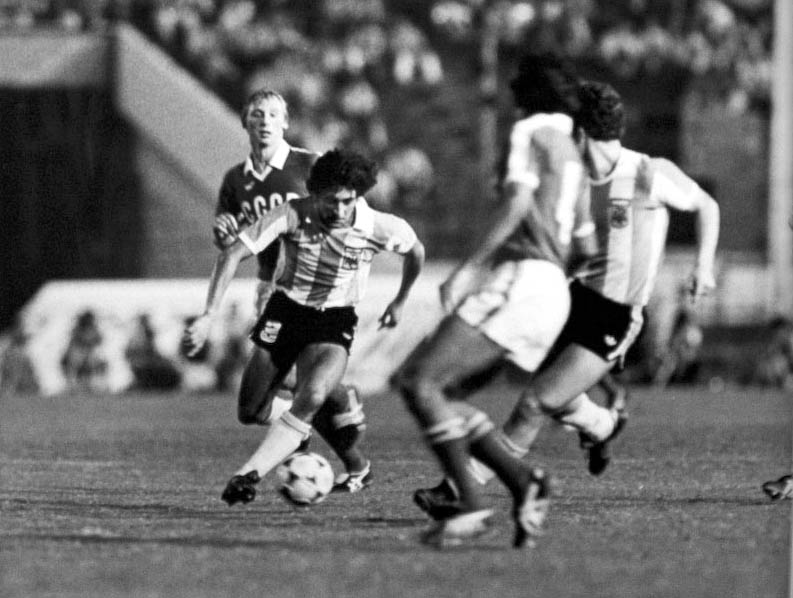
Рамон Діас (в центрі) у фіналі молодіжного чемпіонату світу проти збірної СРСР. 7 вересня 1979 року.

1979 року залучався до складу молодіжної збірної Аргентини. В ній головний тренер команди Сесар Луїс Менотті пересунув Діаса на позицію центрфорварда, а під Діасом поставив Дієго Марадону. У 1979 році Діас виграв зі збірною молодіжний чемпіонат світу, де став найкращим бомбардиром і отримав «Бронзовий м'яч», як третій гравець турніру.
Того ж року дебютував в офіційних матчах у складі національної збірної Аргентини.
У складі збірної був учасником чемпіонату світу 1982 року в Іспанії. Там він провів 3 гри і забив 1 гол у програному матчі з бразильцями. Після цього Рамон Діас перестав викликатись до лав збірної. Зокрема, на наступний чемпіонат світу Діас не поїхав, за чутками через конфлікт з Марадоною і іншими зірками Аргентини, але сам Дієго заперечував таке, кажучи, що він, навпаки, всіляко умовляв тренерів національної команди взяти Діаса в збірну:
|                           | Я публічно заявив, що хотів би, щоб до складу команди увійшов Роман Діас. Я був упевнений, що з Білардо він стане зовсім іншим гравцем, навіть кращим, ніж був. Він був якраз таким гравцем, якому ідеально підходив тренер Білардо. На противагу загальноприйнятій думці, я ніколи не був проти того, щоб Рамон Діас увійшов у команду — у будь-яку команду. А от не розумів цього якраз Білардо |
| — Дієго Армандо Марадона. | |

У 1990 році ситуація повторилася: Марадона публічно бажав бачити у збірній Діаса, але Білардо не послухав Дієго. Сам Діас сказав: «Марадона був правий. Я повинен був грати. Я знаю, що він хотів мене бачити в команді, але врешті-решт це справа тренера — обирати склад».
В підсумку Діас провів всього за чотири роки у формі головної команди країни 24 матчі, забивши 10 голів.

## Кар'єра тренера
Завершивши кар'єру гравця, Діас став тренером, очоливши в 1995 році рідний «Рівер Плейт». У «Рівері» Діас працював 5 років, він виграв з клубом 4 чемпіонати Аргентини і два міжнародних трофеї — Кубок Лібертадорес і Суперкубок Лібертадорес. У 2000 році він покинув команду, але через рік знову став головним тренером команди, яку привів до перемоги в ще одній аргентинській першості. Але відразу після перемоги, Рамон пішов з команди через конфлікт з президентом клубу, Хосе Марією Агіларом.
Після перерви в роботі у грудні 2004 року Діас очолив англійський «Оксфорд Юнайтед» з Другої ліги, сказавши, що йому подобається англійський футбол, і що він би хотів отримати досвід роботи в ньому. В «Оксфорді» Рамон пропрацював до кінця сезону. При ньому клуб зіграв 25 ігор, з яких 10 виграв, 7 звів внічию і 8 програв.
У грудні 2006 року Діас очолив клуб «Сан-Лоренсо». У першому ж сезоні Діас привів команду до виграшу чемпіонату Аргентини. Також з клубом дійшов до 1/4 фіналу Кубка Лібертадорес.
В липні 2008 року Діас став тренером мексиканської «Америки», але після серії невдалих результатів, в лютому 2009 року він був звільнений. Потім Діас був кандидатом на пост головного тренера «Рівер Плейта», але президент команди, Даніель Пассарелла, віддав йому Анхеля Капу.
28 травня 2010 року Діас вдруге був призначений головним тренером «Сан-Лоренсо», підписавши однорічний контракт на суму в 800 тис. доларів. У липні 2010 року Діас висловив бажання очолити вакантне місце тренера збірної Аргентини, але посаду отримав Серхіо Батіста. 24 квітня 2011 подав у відставку з посади тренера «Сан-Лоренсо» після поразки 0;1 від «Тігре».
13 вересня 2011 року він очолив «Індепендьєнте» (Авельянеда) замість звільненого Антоніо Мохамеда. Проте під його керівництвом команда здобула тільки 20 очок у 17 іграх і після чотирьох поразок поспіль 3 березня 2012 року Діас подав у відставку після поразки 1:3 від «Архентінос Хуніорс».
Того ж року Діас втретє очолив рідний «Рівер Плейт», з яким виграв Фіналь 2014 року, а також Суперфінал 2013-14. Тим не менш, після цього він пішов у відставку з поста тренера, заявивши, що він виграв усе, що міг, і відчув, що у нього нема нічого більше, щоб дати клубові.
4 грудня 2014 року Діас очолив збірну Парагваю, якою керував на Кубку Америки 2015 року у Чилі. На турнірі його збірна зайняла четверте місце, вибивши у чвертьфіналі збірну Бразилії в серії пенальті. Наступного року очолювані Діасом парагвайці брали участь у тогорічному Кубку Америки, об'єднаному турнірі КОНМЕБОЛ і КОНКАКАФ, на якому вони припинили боротьбу вже на груповій стадії, програвши дві з трьох ігор і записавши до активу лише нічию у грі з Коста-Рикою. Після цього турніру Діас пішов у відставку.
13 жовтня 2016 року був призначений головним тренером саудівського «Аль-Хіляля», де пропрацював до лютого 2018 року. Влітку того ж 2018 року очолив іншу місцеву команду, «Аль-Іттіхад», проте вже після чотирьох матчів, три з яких завершилися поразками, керівництво клубу спеціаліста звільнило.
Згодом 2019 року працював з єгипетським «Пірамідс», а наступного року — з парагвайським «Лібертадом» та бразильським «Ботафогу».
У лютому 2021 року повернувся на Близький Схід, прийнявши запрошення попрацювати з дубайським «Аль-Насром».

## Досягнення

### Як гравець

#### Командні
- Чемпіон Аргентини: Насьйональ 1979, Метрополітан 1979, Метрополітан 1980, Насьйональ 1981, Апертура 1991
- Чемпіон світу (до 20 років): 1979
- Чемпіон Італії: 1988/89
- Володар Кубка Франції: 1990/91
- Чемпіон Японії: 1995

#### Особисті
- Найкращий бомбардир молодіжного чемпіонату світу (до 20 років): 1979 (8 голів)
- «Бронзовий м'яч» третьому гравцеві молодіжного чемпіонату світу (до 20 років): 1979
- Найкращий бомбардир чемпіонату Аргентини: Ап. 1991 (17 голів)
- Найкращий бомбардир чемпіонату Японії: 1993 (28 голів)
- Член символічної збірної чемпіонату Японії: 1993

### Як тренер
- Чемпіон Аргентини: Апертура 1996, Клаусура 1997, Апертура 1997, Апертура 1999, Клаусура 2002, Клаусура 2007, Фіналь 2014, Суперфінал 2013-14
- Володар Кубка Лібертадорес: 1996
- Володар Суперкубка Лібертадорес: 1997
- Чемпіон Саудівської Аравії: 2016-17, 2021-22
- Володар Королівського кубка Саудівської Аравії: 2016-17, 2022-23